# Al-Bukaj
Al-Bukaj – wieś w Jordanii, w muhafazie Madaba. W 2015 roku liczyła 41 mieszkańców.